# Zonzamas
Zonzamas fue un aborigen majo de la isla de Lanzarote —Canarias—, siendo uno de los últimos jefes que gobernaban la isla a finales del siglo xiv antes de la conquista europea.

## Nombre

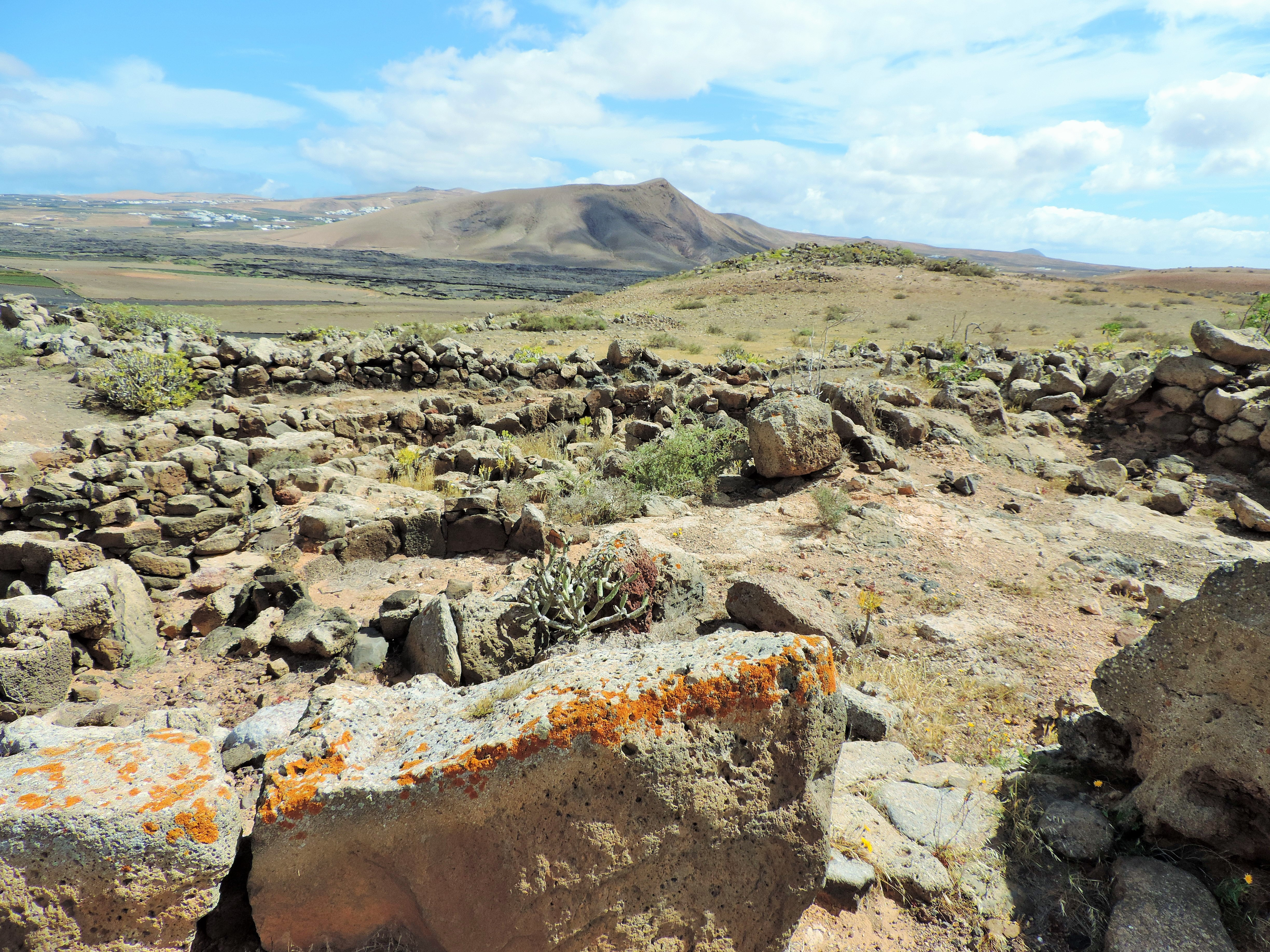
Restos del poblado de Zonzamas, donde se halla la «Cueva del Majo» o «Palacio de Zonzamas», residencia del rey.

El filólogo Ignacio Reyes traduce el antropónimo como 'rostro alegre', derivándolo de una forma primitiva zamzâm.
Perviven en la toponimia local de Lanzarote varios lugares que hacen referencia a este rey, como son el Llano de Zonzamas, la Montaña de Zonzamas y las Peñas de Zonzamas, todos ellos ubicados en el término municipal de Teguise.

## Biografía
Las referencias a este personaje se basan en un relato aportado por Juan de Abréu Galindo en su obra Historia de la conquista de las siete islas de Gran Canaria, incluido en la conocida como «leyenda de Ico», aunque algunos autores ponen en duda la veracidad de este episodio.
En el relato referido se narra la llegada del marino vizcaíno Martín Ruiz de Avendaño a la isla de Lanzarote hacia 1377 tras ser arrastrada su nave por un temporal. Los aborígenes los reciben de buen grado, auxiliándolos con víveres. El rey Zonzamas invita al capitán europeo a quedarse en su casa —«palacio de Zonzamas»— y a compartir el lecho con su mujer, la reina Fayna, según su costumbre de hospitalidad. De esta relación nacería la princesa Ico, cuya ascendencia extranjera daría lugar a una lucha dinástica por la jefatura de la isla.
Se le supone padre de Guanarame, quien le sucedió en el gobierno de la isla.